# Erik Estrada
Erik Estrada, nome d'arte di Henry Enrique Estrada (New York, 16 marzo 1949), è un attore e doppiatore statunitense.
È noto soprattutto per il suo ruolo di Francis Llwelyn "Frank" Poncherello "Ponch" come coprotagonista (a fianco di Larry Wilcox, l'agente Jon Baker) nella serie televisiva CHiPs, trasmessa dal 1977 al 1983. In seguito ha raggiunto la notorietà per le sue interpretazioni nelle telenovelas spagnole, nei reality show e spot pubblicitari e come voce regolare nella serie animata Sealab 2021 di Adult Swim.

## Biografia

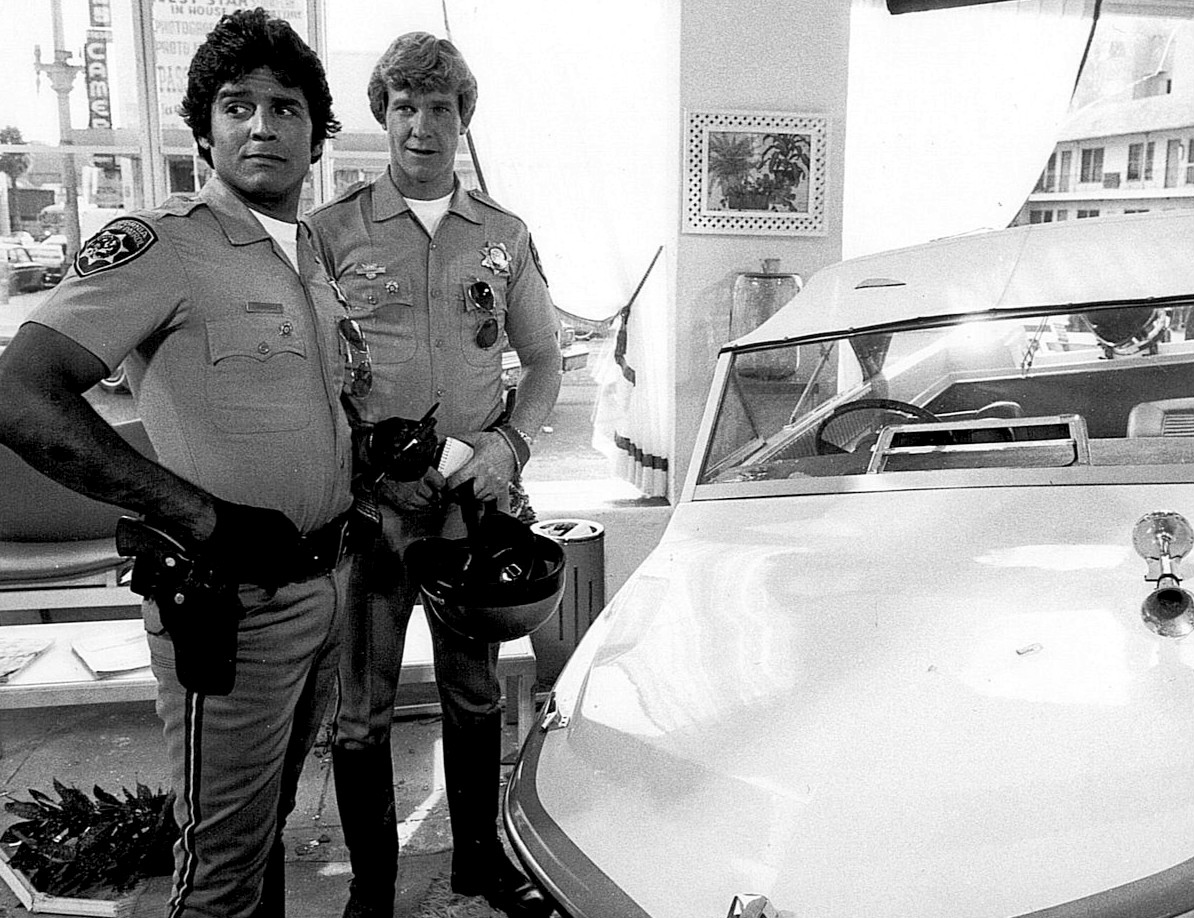
Erik Estrada e Larry Wilcox in CHiPs (1977)

### Infanzia
Henry Enrique "Erik" Estrada è nato a East Harlem, Manhattan, figlio di Carlosa Moreno, una sarta, e Mario Estrada, entrambi immigrati portoricani che divorziarono quando lui aveva 2 anni. Quando era solo un ragazzo, Estrada aveva il sogno di essere uno dei più popolari attori latini. Cominciò la sua carriera in qualità di protagonista in uno spot.

## Carriera

### 1970-1980
Estrada fa il suo debutto cinematografico nel 1970 in La croce e il coltello, film biografico sul pastore evangelico David Wilkerson. Nel 1973 Estrada è coprotagonista nella stagione 5, episodio 22 della serie televisiva Hawaii Five-O, Engaged to be, prima TV statunitense del 27 febbraio 1973. In Italia fu trasmesso, a metà degli anni 1970, col titolo Il fidanzato sbagliato. Nel 1974 Estrada ottiene un primo ruolo importante nel film Airport '75, dove recita la parte dell'ingegnere di volo su un Boeing 747, che muore in uno scontro a mezz'aria. Nel 1976 interpreta un pilota nel film di guerra La battaglia di Midway.
Nel 1977 viene scelto come protagonista nel telefilm CHiPs; la popolarità è immediata e travolgente. Il 6 agosto 1979 Estrada rimane gravemente ferito durante le riprese di una scena sul set di CHiPs, fratturandosi varie costole ed entrambi i polsi dopo essere stato sbalzato dalla sua moto. Nello stesso anno, Estrada viene votato uno dei 10 scapoli più sexy del mondo dalla rivista People.
In seguito a una disputa salariale con la NBC, nell'autunno del 1981, è brevemente sostituito dalla medaglia d'oro olimpica e attore Bruce Jenner. La serie CHiPs viene infine cancellata nel 1983. Negli anni '80, Estrada appare in una serie di film a basso costo. Nel 1983 recita al fianco di Tony Curtis e Orson Welles nella bizzarra commedia C'è qualcosa di strano in famiglia. Estrada recita anche in Italia, nei film Il pentito di Pasquale Squitieri e Colpi di luce di Enzo G. Castellari. Estrada fa ritorno alle serie televisive nel 1987, in tre episodi parte del serial poliziesco Hunter.

### Anni novanta
Nel 1990 Estrada interpreta la parte di un camionista in una telenovela, Dos mujeres, un camino (Due donne, una strada) originariamente in programma per 100 episodi e, poi, andato a oltre 400 episodi, diventando la telenovela più lunga della storia latino-americana. Viene pagato un milione di dollari per quel ruolo. Non parlando un fluente spagnolo, dovette apprenderne la fonetica.
Negli anni novanta Estrada compare in numerosi film, tra cui Prova di forza e Palle in canna, ed è guest-star in numerosi telefilm come Sabrina, vita da strega, La tata, Baywatch, Cosby indaga, Walker Texas Ranger, La legge di Burke, I giustizieri della notte. Estrada recita inoltre al fianco di Bud Spencer in due differenti telefilm, Extralarge e Noi siamo angeli. Nel 1995 compare nei panni di Poncherello in due videoclip, Infected dei Bad Religion e Pepper dei Butthole Surfers. Nel 1996 Estrada è narratore per le 5 serate del Disney's Candelight Processional tenutasi all'Epcot di Lake Buena Vista, Florida.
Nel 1997 Estrada pubblica la sua autobiografia, Erik Estrada: La mia Strada da Harlem a Hollywood. Nel 1997 prende parte ad una serie TV italiana di 6 episodi dal titolo Noi siamo angeli dove interpreta un ricercatore senza scrupoli di nome Graziani. Nel cast ci sono anche Bud Spencer, Philip Michael Thomas, Kabir Bedi e altri. Nel 1998 reinterpreta Francis "Ponch" Poncherello nel film TV CHiPs '99, insieme al resto del cast originale.

### 2000 e oggi
Negli ultimi anni, pur diradando la sua attività, Estrada è stato guest-star in popolari telefilm come Lizzie McGuire con Hilary Duff, Scrubs e La vita secondo Jim con James Belushi, ed è apparso in alcuni film per la televisione. Nel 2001 è apparso in alcuni episodi della popolare soap-opera Beautiful. Ha avuto un ruolo principale nella serie animata Sealab 2021, trasmessa su Cartoon Network e ufficialmente nel suo blocco televisivo Adult Swim, dove ha doppiato Marco interpretandolo come una parodia di se stesso. È apparso inoltre come ospite speciale nella serie animata in stile talk show Space Ghost Coast to Coast della stessa rete, dove Moltar mostra un'ossessione per Estrada e la sua serie CHiPs. È apparso in numerosi video musicali, tra i quali Just Lose it di Eminem.
Dal 2004 ha partecipato ad alcuni reality show americani, The Surreal Life, Discovery Health Body Challenge e Armed & Famous. Nel 2008 ha pubblicamente appoggiato alle elezioni presidenziali il repubblicano John McCain. Dal 2008 svolge a tempo pieno il ruolo di sceriffo (deputy sheriff) nella Contea di Bedford, nello stato della Virginia. Nel 2009 è stato protagonista di una serie di spot per la nota catena di fast food Burger King. Estrada era già apparso in degli spot per la National Recreational Properties. Sempre nello stesso anno ha partecipato al doppio episodio della serie televisiva My Name Is Earl, Programma Protezione. Il 2 luglio 2016 è diventato un vero agente di polizia; ha prestato giuramento come ufficiale di polizia di riserva nel piccolo Sant'Antonio, Idaho. Si occuperà in particolare di proteggere i minori da pedofili e predatori online.
Nel 2017 fa un'apparizione nel film CHiPs.

## Opere caritative
Grazie alla sua fama di CHiP, Estrada è diventato il portavoce per il programma di "ispezione del seggiolino auto per i più piccini e della sua installazione". Ha fatto numerose apparizioni a sostegno della sicurezza dei bambini in auto, in tutto il paese. Inoltre è il portavoce per l'American Heart Association, The United Way, e della 11-99 Foundation, una organizzazione non-profit che fornisce prestazioni e borse di studio per i membri delle famiglie dei dipendenti della California Highway Patrol, così come le spese per i funerali degli agenti caduti.
Estrada è anche un membro onorario del Blue Knights International Law Enforcement Motorcycle Club.

## Vita privata
Si è sposato tre volte: prima nel 1979, dopo un anno di fidanzamento, con Joyce Miller, dalla quale si è separato dopo un mese di matrimonio per poi divorziare l'anno seguente; dal 1985 al 1990 con l'attrice Peggy Rowe, da cui ha avuto due figli, Anthony Eric (1986) e Brandon (1987); nel 1997 con l'attrice Nanette Mirkovic, dalla quale ha avuto una figlia, Francesca Natalia (2000).

## Filmografia parziale

### Cinema
- La croce e il coltello (The Cross and the Switchblade), regia di Don Murray (1970)
- Mitch (Chrome and Hot Leather), regia di Lee Frost (1971)
- Parades, regia di Robert J. Siegel (1972)
- The Ballad of Billie Blue, regia di Ken Osborne (1972)
- I nuovi centurioni (The New Centurions), regia di Richard Fleischer (1972)
- Airport '75 (Airport 1975), regia di Jack Smight (1974)
- La battaglia di Midway (Midway), regia di Jack Smight (1976)
- Violenza ad una minorenne (Trackdown), regia di Richard T. Heffron (1976)
- C'è qualcosa di strano in famiglia (Where Is Parsifal?), regia di Henri Helman (1983)
- Il pentito, regia di Pasquale Squitieri (1985)
- Colpi di luce, regia di Enzo G. Castellari (1985)
- Andy Colby's Incredible Adventure, regia di Deborah Brock (1988)
- Caged Fury, regia di Bill Milling (1989)
- Alien Seed, regia di Bob James (1989)
- Night of the Wilding, regia di Joseph Mehri (1990)
- Twisted Justice, regia di David Heavener (1990)
- Prova di forza (A Show of Force), regia di Bruno Barreto (1990)
- Hawaii squadra speciale (Guns), regia di Andy Sidaris (1990)
- The Lost Idol, regia di Chalong Pakdeevijit (1990)
- Il ragazzo dalle mani d'acciaio (Noleul bola america), regia di Woo-sang Park (1991)
- Spirits, regia di Fred Olen Ray (1991)
- Do or Die, regia di Andy Sidaris (1991)
- The Divine Enforcer, regia di Robert Rundle (1992)
- Le voci del silenzio (The Sounds of Silence), regia di John Mortensen (1992)
- L'ultimo guerriero (The Last Riders), regia di Joseph Merhi (1992)
- Pezzi duri... e mosci (The Naked Truth), regia di Nico Mastorakis (1992)
- Tuesday Never Comes, regia di Jason Holt (1993)
- Angel Eyes, regia di Gary Graver (1993)
- Juana la Cubana, regia di Raúl Fernández (1994)
- The Final Goal, regia di Jon Cassar (1995)
- The Misery Brothers, regia di Lorenzo Doumani (1995)
- Visions - Premonizioni di un delitto (Visions), regia di David L. Stanton (1996)
- Le nuove avventure di Tom Sawyer (The Modern Adventures of Tom Sawyer) (1998)
- Shattered Dreams, regia di Sean P. Donahue (1998)
- King Cobra, regia di David Hillenbrand e Scott Hillenbrand (1999)
- Oliver Twisted, regia di Dean Gates (2000)
- UP, Michigan! (2001)
- Maial College (Van Wilder), regia di Walt Becker (2002) - cameo
- Border Blues, regia di Rodion Nahapetov (2004)
- Spring Break '83, regia di Mars Callahan (2008)
- Planes 2 - Missione antincendio (Planes: Fire & Rescue), regia di Roberts Gannaway (2014) - voce
- CHiPs, regia di Dax Shepard (2017) - cameo

### Televisione
- Hawaii squadra cinque zero (Hawaii Five-O) – serie TV, episodio 8x06 (1973)
- Squadra emergenza (Emergency!) - serie TV, episodio 4x12 (1974) – non accreditato
- Kojak – serie TV, episodio 2x16 (1975)
- Kolchak: The Night Stalker – serie TV, episodio 1x17 (1975)
- L'uomo da sei milioni di dollari (The Six Million Dollar Man) - serie TV, episodio 3x06 (1975)
- Mannix – serie TV, episodio 8x14 (1975)
- Medical Center - serie TV, episodio 7x14 (1975)
- Pepper Anderson - Agente speciale (Police Woman) - serie TV, episodio 2x12 (1975)
- Baretta - serie TV, episodio 2x19 (1976)
- Barnaby Jones – serie TV, episodio 4x19 (1976)
- The Quest: The Longest Drive - serie TV, 1 episodio (1976)
- CHiPs - serie TV, 138 episodi (1977-1983)
- Il colosso di fuoco (Fire!) – film TV, regia di Earl Bellamy (1977)
- Love Boat (The Love Boat) – serie TV, episodio 2x05 (1978)
- Fino all'ultima ripresa (Honeyboy), regia di John Berry - film TV (1982)
- Un solo corazón - serie TV, 1 episodio (1983)
- Hunter - serie TV, 3 episodi (1987)
- Rosa selvaggia (Rosa salvaje) - telenovelas, (1987)
- Alfred Hitchcock presenta (Alfred Hitchcock Presents) – serie TV, episodio 4x05 (1988)
- Quella sporca dozzina - Missione nei Balcani (The Dirty Dozen: The Fatal Mission), regia di Lee H. Katzin – film TV (1988)
- Una prostituta per il governatore (She Knows Too Much), regia di Paul Lynch – film TV (1989)
- Detective Extralarge - serie TV, 2 episodi (1991-1993)
- Earth Angel, regia di Joe Napolitano – film TV (1991)
- Dos mujeres, un camino – serie TV, 229 episodi (1993-1994)
- Cybill – serie TV, 1 episodio (1995)
- La tata (The Nanny) - serie TV, episodio 2x15 (1995)
- Pauly – serie TV, 1 episodio (1996)
- Sabrina, vita da strega (Sabrina, the Teenage Witch) - serie TV, 2 episodi (1996-1997)
- The Wayans Bros. - serie TV, episodio 3x16 (1996)
- Volo 747 - Panico a bordo (Panic in the Skies!), regia di Paul Ziller – film TV (1996)
- Baywatch - serie TV, episodio 7x10 (1997)
- Martin!! – serie TV, 1 episodio (1997)
- Noi siamo angeli (We Are Angels) - serie TV, 2 episodi (1997)
- Over the Top - serie TV, 1 episodio (1997)
- CHiPs '99, regia di Jon Cassar - film TV (1998)
- Pacific Blue - serie TV, episodio 4x15 (1999)
- Walker Texas Ranger - serie TV, episodio 8x06 (1999)
- Walking After Midnight - serie TV, 1 episodio (1999-2000)
- Popular – serie TV, 3 episodi (2000)
- Son of the Beach – serie TV, 1 episodio (2000)
- Beautiful (The Bold and the Beautiful) - serie TV, episodio 3685 (2001)
- Shasta McNasty – serie TV, 1 episodio (2001)
- American Family - serie TV, 1 episodio (2002)
- Lizzie McGuire - serie TV, episodio 2x02 (2002)
- Scrubs - Medici ai primi ferri (Scrubs) - serie TV, episodio 3x07 (2003)
- The Guardian - serie TV, episodio 3x18 (2004)
- La vita secondo Jim (According to Jim) - serie TV, episodio 5x15 (2006)
- Life – serie TV, 1 episodio (2008) - non accreditato
- Cops – programma televisivo, 1 episodio (2009)
- Meet the Browns – serie TV, 1 episodio (2009)
- My Name is Earl - serie TV, 2 episodi (2009)
- Big Time Rush - serie TV, episodio 1x09 (2010)
- Second Generation Wayans - serie TV, 1 episodio (2013)
- Fallout - serie TV, episodio 1x07 (2024)

## Doppiatori italiani
Nelle versioni in italiano delle opere in cui ha recitato, Erik Estrada è stato doppiato da:
- Luciano Roffi in CHiPs (st. 1-5), La vita secondo Jim, Scrubs - Medici ai primi ferri, CHiPs (2017)
- Michele Gammino in King Cobra, C'è qualcosa di strano in famiglia, Detective Extralarge
- Saverio Indrio in Volo 747 - Panico nel cielo, Palle in canna, Fallout
- Saverio Moriones in CHiPs '99, Lizzie McGuire
- Pasquale Anselmo in Le nuove avventure di Tom Sawyer, Liv e Maddie
- Oreste Baldini in CHiPs (st. 6)
- Renato Cortesi in Airport '75
- Massimo Corizza in Joe Forrester
- Tony Fusaro in La battaglia di Midway
- Massimo Cinque in Beautiful
- Marco Mete in Alfred Hitchcock presenta
- Luciano De Ambrosis in Noi siamo angeli
- Giorgio Locuratolo in La tata
- Achille D'Aniello in Maial College
- Franco Mannella in My Name is Earl

Da doppiatore è stato sostituito da:
- Antonio Montieri in Planes 2 - Missione antincendio